# Bescheid
Bescheid är en kommun och ort i Landkreis Trier-Saarburg i förbundslandet Rheinland-Pfalz i Tyskland.
Kommunen ingår i kommunalförbundet Verbandsgemeinde Hermeskeil tillsammans med ytterligare 12 kommuner.